# العلاقات الأرجنتينية الليختنشتانية
العلاقات الأرجنتينية الليختنشتانية هي العلاقات الثنائية التي تجمع بين الأرجنتين وليختنشتاين.

## مقارنة بين البلدين
هذه مقارنة عامة ومرجعية للدولتين:
| وجه المقارنة                                              | الأرجنتين                                               | ليختنشتاين                                 |
| --------------------------------------------------------- | ------------------------------------------------------- | ------------------------------------------ |
| المساحة (كم2)                                             | 2.78 مليون                                              | 16                                         |
| عدد السكان (نسمة)                                         | 44.27 مليون                                             | 37.47 ألف                                  |
| الكثافة السكانية (ن./كم²)                                 | 15.92                                                   | 234.19 ألف                                 |
| العاصمة                                                   | بوينس آيرس                                              | فادوتس                                     |
| اللغة الرسمية                                             | اللغة الإسبانية                                         | اللغة الألمانية                            |
| العملة                                                    | البيزو الأرجنتيني 1983 ‏، بيزو أرجنتيني، أسترال أرجنتيني | فرنك سويسري                                |
| الناتج المحلي الإجمالي (بليون دولار)                      | 637.59 مليار                                            | 6.29 مليار                                 |
| الناتج المحلي الإجمالي (تعادل القوة الشرائية) بليون دولار | 883.02 مليار                                            |                                            |
| الناتج المحلي الإجمالي الاسمي للفرد دولار أمريكي          | 13.43 ألف                                               |                                            |
| الناتج المحلي الإجمالي للفرد دولار أمريكي                 |                                                         |                                            |
| مؤشر التنمية البشرية                                      | 0.827                                                   | 0.908                                      |
| رمز المكالمات الدولي                                      | +54                                                     | +423                                       |
| رمز الإنترنت                                              | .ar                                                     | .li                                        |
| المنطقة الزمنية                                           | 00                                                      | توقيت وسط أوروبا، ت ع م+01:00، ت ع م+02:00 |

## منظمات دولية مشتركة
يشترك البلدان في عضوية مجموعة من المنظمات الدولية، منها:
| علم المنظمة | اسم المنظمة                   | تاريخ انضمام الأرجنتين | تاريخ انضمام ليختنشتاين |
| ----------- | ----------------------------- | ---------------------- | ----------------------- |
|             | الاتحاد البريدي العالمي       | ?                      | ?                       |
|             | الاتحاد الدولي للاتصالات      | 1889                   | 25 يوليو 1963           |
|             | منظمة حظر الأسلحة الكيميائية  | ?                      | ?                       |
|             | منظمة التجارة العالمية        | ?                      | ?                       |
|             | منظمة الشرطة الجنائية الدولية | ?                      | ?                       |
|             | الأمم المتحدة                 | 24 أكتوبر 1945         | 18 سبتمبر 1990          |

## وصلات خارجية
- موقع وزارة الخارجية الأرجنتينية